# مایکل ا. هافمن دوم
مایکل ا. هافمن دوم (انگلیسی: Michael A. Hoffman II) یک انکارکننده هولوکاست آمریکایی و محقق تئوریهای توطئه است.

## زندگینامه
هافمن در یک خانواده کاتولیک در نیویورک به دنیا آمد. او از نژاد آلمانی آمریکایی از طرف پدری و ایتالیایی آمریکایی از طرف مادری است. بر اساس گفته خود وی، او در دانشگاه ایالتی نیویورک تحصیل کرده است. هافمن بنا به گفته خودش از سوی پدربزرگش یادگرفت که تمامی تاریخ دروغ بوده و بسیاری مسائل تاریخی به صورت دیگری اتفاق افتاده است. او از کودکی به تئوریهای توطئه علاقه‌مند شد. او با انکارکنندگان هولوکاست نظیر ویلیس کارتو، دیوید ایروینگ، ارنست زوندل و هرمان اوتن آشنا شد.
هافمن ادعا می‌کند که او چندین سال به صورت یک کشاورز در بین مردم آمیش زندگی کرده است. در سال ۱۹۹۵ او به آیداهو رفت. در این زمان او امیدوار بود بتواند که موزه‌ای به نام هولوکاست کمونیستها علیه مسیحیان و هولوکاست واقعی علیه آلمانیها و هولوکاست دوباره در ژاپن ایجاد کند.

## آثار
هافمن هشت کتاب نوشته است:
- دادگاه هولوکاست
- آنها سفیدپوست و برده بودند.
- هولوکاست اسرائیلی علیه فلسطینیان[۱]
- انجمنهای مخفی و جنگ روانی
- خدایان عجیب یهودیت
- مطالعه یهودیت
- ربا در مسیحیت: گناهی بزرگ که امروزه گناه نیست
- کاندید رده

## دیدگاهها

### اقتصاد
هافمن در کتاب ربا در مسیحیت :گناهی بزرگ که امروزه گناه نیست از یهودیان رباخوار و همکاران جنتیل آنها به شدت انتقاد می‌کند.

### هولوکاست
هافمن معتقد است که امکان ندارد شش میلیون یهودی در اردوگاههای کار اجباری نابود شده باشند. او می‌نویسد که یهودیان به دست نازیها مورد ظلم قرار گرفتند؛ ولیکن معتقد است که شش میلیون یهودی در اردوگاهها کشته نشدند.

### دولت مخفی
هافمن معتقد است دولتی مخفی در واقع مسئول تمامی اتفاقات است. او معتقد است این دولت مخفی در فیلمهایی نظیر «آنها زندگی می‌کنند» و «ماتریس» خود را نشان داده است. هافمن معتقد است که واقعه ۱۱ سپتامبر نوعی کیمیاگری ذهنها و جنگ روانی بوده است.

### یهودیت
هافمن معتقد است که یهودیان اشکنازی از نسل واقعی قوم اسرائیل نبوده و از نژاد شاهان خزر هستند. هافمن از کتاب تلمود به شدت انتقاد می‌کند.

### برده داری
هافمن معتقد است که برده داری اولیه در ایالات متحده تنها بر اساس رنگ پوست نبوده و بسیاری اروپاییان نیز در ابتدا برده بودند.